# Макколган, Эйлиш
Эйлиш Макколган (англ. Eilish McColgan; род. 25 ноября 1990 года, Данди, Шотландия, Великобритания) — шотландская легкоатлетка, специализирующаяся в беге на длинные дистанции. Трёхкратный призёр чемпионатов Европы, бронзовый призёр чемпионата Европы в помещении 2017 года в беге на 3000 метров, победительница Игр Содружества 2022 года. Многократная чемпионка Великобритании. Участница летних Олимпийских игр 2012, 2016, 2020 и 2024 годов.

## Биография

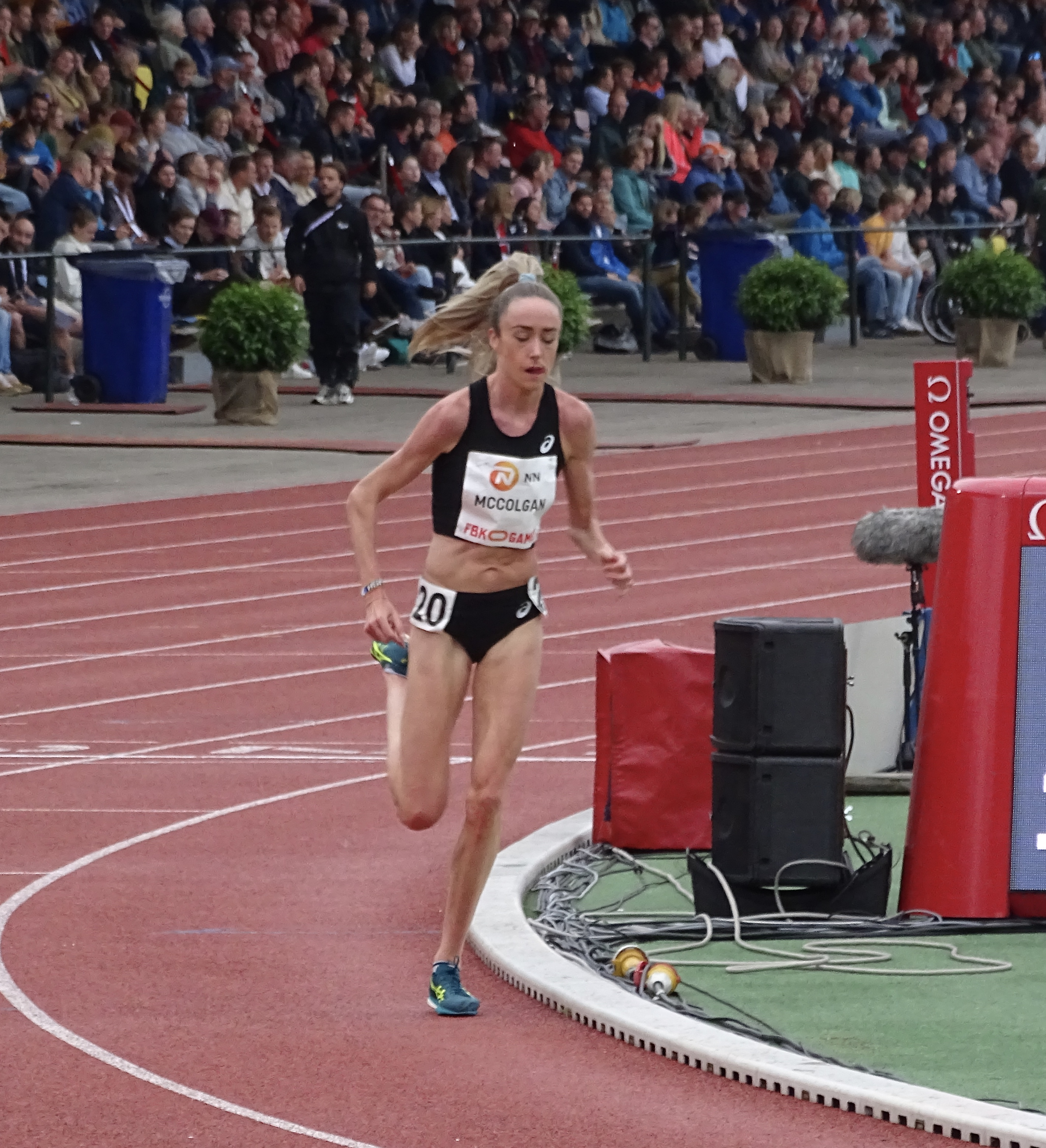
2022 год

Родилась и выросла в семье Питера Макколгана, чемпиона Великобритании в беге на 3000 метров с препятствиями, и Лиз Макколган, серебряного призёра Олимпийских игр 1988 года и чемпионки мира в беге на 10 000 метров.
Свою карьеру начинала с дистанций 800 и 1500 метров, но первых больших успехов добилась после перехода в стипль-чез. В первый же год она стала шестой в беге на 3000 метров с препятствиями на молодёжном чемпионате Европы и установила личный рекорд 9.44,80.
В 2012 году отобралась на Олимпийские игры в Лондоне, где не смогла пройти дальше предварительных забегов. На чемпионате мира 2013 года благодаря лучшему результату в карьере (9.35,82) квалифицировалась в финал, в котором финишировала на 10-м месте.
Из-за травмы лодыжки и её рецидива полностью пропустила 2015 год, после чего по требованию своей мамы и тренера Лиз Макколган была вынуждена закончить с бегом на 3000 метров с препятствиями и переключиться на длинные дистанции. Без государственного финансирования в год смены специализации Эйлиш удалось пробиться в финал Олимпийских игр в Рио-де-Жанейро в беге на 5000 метров и занять 13-е место.
На чемпионате Европы в помещении 2017 года выступала на дистанции 3000 метров и смогла завоевать бронзовую медаль благодаря своему финишному рывку.
На чемпионате Европы 2018 года в Берлине стала второй на дистанции 5000 метров с результатом 14:53,05.
1 июля 2021 года в Осло установила национальный рекорд (14:28,55), это был пятый в истории результат для европейских бегуний.
6 июня 2022 года в Хенгело установила личный рекорд на дистанции 10 000 метров — 30:19.02.
На Играх Содружества 2022 года в Бирмингеме выиграла золото на дистанции 10 000 метров, повторив успех своей матери Лиз, которая побеждала на этой дистанции на Играх Содружества 1986 и 1990 годов. Там же стала второй на дистанции 5000 метров.
На чемпионате Европы 2022 года в Мюнхене Макколган стала второй на дистанции 10 000 метров (30:41.05), а также третьей на дистанции 5000 метров (14:59.34).
На Олимпийских играх 2024 года в Париже заняла 15-е место на дистанции 10 000 метров с результатом 31:20.51.
Окончила Университет Данди с дипломом в области математики.

## Основные результаты
| Год  | Турнир                          | Место проведения         | Дисциплина | Место       | Результат |
| ---- | ------------------------------- | ------------------------ | ---------- | ----------- | --------- |
| 2011 | Командный чемпионат Европы      | Стокгольм, Швеция        | 3000 м с/п | 9-е         | 9.55,13   |
| 2011 | Чемпионат Европы среди молодёжи | Острава, Чехия           | 3000 м с/п | 6-е         | 9.52,02   |
| 2012 | Олимпийские игры                | Лондон, Великобритания   | 3000 м с/п | 31-е (заб.) | 9.54,36   |
| 2013 | Чемпионат мира                  | Москва, Россия           | 3000 м с/п | 10-е        | 9.37,33   |
| 2014 | Игры Содружества                | Глазго, Великобритания   | 3000 м с/п | 6-е         | 9.44,65   |
| 2016 | Чемпионат Европы                | Амстердам, Нидерланды    | 5000 м     | 6-е         | 15.28,53  |
| 2016 | Олимпийские игры                | Рио-де-Жанейро, Бразилия | 5000 м     | 13-е        | 15.12,09  |
| 2017 | Чемпионат Европы в помещении    | Белград, Сербия          | 3000 м     | 3-е         | 8.47,43   |